# L'Amoureuse
À ne pas confondre avec l'autre film de Jacques Doillon au titre presque analogue : Amoureuse, sorti en 1992.
Pour les articles homonymes, voir Amoureuse.
Pour plus de détails, voir Fiche technique et Distribution.
L'Amoureuse est un téléfilm français réalisé par Jacques Doillon, diffusé en 1988 sur FR3 dans le cadre de la collection Cinéma 16 et sorti en salles en 1993.

## Synopsis
Des amies se réunissent en Normandie, dans une grosse maison de bord de mer pour l'anniversaire de Vanessa. Mais celle-ci, quittée par Michel, n'a pas envie de fêter. 

## Fiche technique
- Titre : L'Amoureuse
- Réalisation : Jacques Doillon
- Scénario : Jacques Doillon et Jean-François Goyet
- Photographie : Caroline Champetier
- Montage : Marie Robert
- Production : Lola Films, France
- Format : 35 mm (couleur)
- Genre : comédie
- Durée : 95 minutes
- Classification : Tous publics
- Date de diffusion / sortie : 
  - France : 4 février 1988 (diffusion télévisée sur FR3) ; 8 décembre 1993 (sortie au cinéma)

## Distribution
- Marianne Denicourt : Marie
- Aurelle Doazan : Aude
- Catherine Bidaut : Camille
- Hélène de Saint-Père : Hermine
- Isabelle Renauld : Irène
- Agnès Jaoui : Agathe
- Valeria Bruni Tedeschi : Vanessa
- Eva Ionesco : Elsa
- Laura Benson : Laurence
- Dominic Gould : Dick
- Thibault de Montalembert : Thibault
- Marc Citti : Mathieu
- Pierre Romans : Roman

## Autour du film
- Tourné avec des élèves de l'école du Théâtre des Amandiers, le film est d'abord diffusé à la télévision avant de sortir en salles en 1993.